# Chris Petersen (amerikaifutball-edző)
Christopher Scott Petersen (Yuba City, Kalifornia, 1964. október 13. –) amerikai amerikaifutball-játékos és -edző, 2006 és 2013 között a Boise State Broncos, 2014 és 2019 között pedig a Washington Huskies vezetőedzője.
A Broncos megnyerte a 2007-es és 2010-es Fiesta Bowlt. A Huskiesnál 2019. december 2-án mondott fel.

## Tanulmányai
1983-ban érettségizett a Yuba City-i középiskolában, majd először a Sacramento City Collegere, majd a UC Davisre járt. Alapdiplomáját testnevelés, mesterdiplomáját tanárképző szakon szerezte.

## Pályafutása

### Kezdetek
1987–1988-ban a UC Davis Aggies segédedzője, 1989 és 1991 között receivereinek edzője volt. 1992-ben a Pittsburgh Panthers quarterbackjeinek edzője volt; pályafutása alatt Alex Van Peltnek 3100 yardos (2800 méteres) futással húsz touchdownja volt.
1993-ban a Portland State Vikingsnél Tim Walsh helyettese lett; a csapat 1994-ben és 1995-ben is kijutott a rájátszásra. 1995 és 2000 között az Oregon Ducksnál Mike Bellotti helyettese volt; 1996 és 1998 között négy játékosa is elérte az ezer yardos (914,4 méteres) rekordot.
2001 januárjában Dan Hawkins helyetteseként a Boise State Broncos támadókoordinátora lett; 2003-ban játékosai összesen 602 ponttal dobórekordot állítottak fel.

### Boise State Broncos
2005. december 16-án Hawkins távozása miatt vezetőedzővé léptették elő; toborzóképességeiről játékosai elismerően nyilatkoztak.
Kétszer jelölték az ország legjobb edzőhelyettesének odaítélt Broyles-díjra.

#### A 2007-es Fiesta Bowl
2006-ban a Broncos volt az I-es divízió egyetlen veretlen csapata, és történetükben először részt vehettek a Bowl Championship Seriesen.
A Fiesta Bowlon legyőzték az Oklahoma Soonerst; a „Szabadság-szobor alakzat” alkalmazásával a játék során további pontot szereztek.

#### A szerződés megújítása
2007. február 22-én az Idahói Felsőoktatási Bizottság engedélyezte, hogy évi 850 ezer dollár értékben új szerződést írjon alá; ebből 150 ezret állami forrásokból, a fennmaradó összeget pedig a Bronco Athletic Association támogatói bevételeiből és médiamegjelenésekből finanszírozták.
2010. január 1-jén évi 1,6 millió dollárért új szerződést írt alá, ezt a felsőoktatási bizottság április 22-én hagyta jóvá. A megállapodás értelmében nyolc győzelmet követően a szerződés egy évvel meghosszabbodik.
2012. január 3-án évi kétmillióért szerződött, amely szezononként kétszázezerrel emelkedett, továbbá évente százezer dollár, utolsó három évében pedig évi kétszázezer dollár bónuszt kapott.

### Washington Huskies
2013. augusztus 6-án a Washington Huskiesnál 18 millió dollár értékben öt évre szóló szerződést írt alá. 117 mérkőzése alatt az aktív FBS-beli edzők közül ő érte el leghamarabb a száz győzelmet.
2015-ben szerződését meghosszabbították. A 2016-os volt a csapat legsikeresebb szezonja; megnyerték a konferenciabajnokságot és kijutottak a rájátszásra. A szezon végén Petersen szerződését évi 4,875 millió dollárért, a Pac-12 Conference-ben a legmagasabb összegért meghosszabbították.
2019-ben lemondott, és a csapat tanácsadója lett. Utolsó mérkőzése a Broncos elleni Las Vegas Bowl volt, ahol 38–7-re nyertek.

## Családja
Feleségével, Barbarával két fiuk (Jack és Sam) született.

## Díjai
- Paul „Bear” Bryant-díj (2006, 2009)
- Western Athletic Conference év edzője (2008)
- Bobby Dodd év edzője (2010)

## Eredményei vezetőedzőként
| Év | Eredmény                                          | Eredmény                                          | Helyezés                                          | Továbbjutás                                       | Rangsor                                           | Rangsor                                           |
| Év | Összesített                                       | Konferencia                                       | Helyezés                                          | Továbbjutás                                       | Coaches                                           | AP                                                |
| Boise State Broncos (Western Athletic Conference)                                                                                      | Boise State Broncos (Western Athletic Conference) | Boise State Broncos (Western Athletic Conference) | Boise State Broncos (Western Athletic Conference) | Boise State Broncos (Western Athletic Conference) | Boise State Broncos (Western Athletic Conference) | Boise State Broncos (Western Athletic Conference) |
| --- | ------------------------------------------------- | ------------------------------------------------- | ------------------------------------------------- | ------------------------------------------------- | ------------------------------------------------- | ------------------------------------------------- |
| 2006 | 13–0                                              | 8–0                                               | 1.                                                | Fiesta Bowl†                                      | 6                                                 | 5                                                 |
| 2007 | 10–3                                              | 7–1                                               | 2.                                                | Hawaii Bowl                                       | –                                                 | –                                                 |
| 2008 | 12–1                                              | 8–0                                               | 1.                                                | Poinsettia Bowl                                   | 13                                                | 11                                                |
| 2009 | 14–0                                              | 8–0                                               | 1.                                                | Fiesta Bowl†                                      | 4                                                 | 4                                                 |
| 2010 | 12–1                                              | 7–1                                               | T–1.                                              | Maaco Bowl                                        | 7                                                 | 9                                                 |
| Boise State Broncos (Mountain West Conference)                                                                                         |                                                   |                                                   |                                                   |                                                   |                                                   |                                                   |
| 2011 | 12–1                                              | 6–1                                               | 2.                                                | Maaco Bowl                                        | 6                                                 | 8                                                 |
| 2012 | 11–2                                              | 7–1                                               | T–1.                                              | Maaco Bowl                                        | 14                                                | 18                                                |
| 2013 | 8–4                                               | 6–2                                               | 2.                                                | Hawaii Bowl*                                      | –                                                 | –                                                 |
| Boise State: | 92–12                                             | 57–6                                              | * Petersen a bowlmérkőzés előtt felmondott.       | * Petersen a bowlmérkőzés előtt felmondott.       | * Petersen a bowlmérkőzés előtt felmondott.       | * Petersen a bowlmérkőzés előtt felmondott.       |
| Washington Huskies (Pac-12 Conference)                                                                                                 |                                                   |                                                   |                                                   |                                                   |                                                   |                                                   |
| 2014 | 8–6                                               | 4–5                                               | 3.                                                | Cactus Bowl                                       | –                                                 | –                                                 |
| 2015 | 7–6                                               | 4–5                                               | 4.                                                | Heart of Dallas                                   | –                                                 | –                                                 |
| 2016 | 12–2                                              | 8–1                                               | 1.                                                | Peach Bowl†                                       | 4                                                 | 4                                                 |
| 2017 | 10–3                                              | 7–2                                               | T–1.                                              | Fiesta Bowl†                                      | 15                                                | 16                                                |
| 2018 | 10–4                                              | 7–2                                               | T–1.                                              | Rose Bowl†                                        | 13                                                | 13                                                |
| 2019 | 8–5                                               | 4–5                                               | T–2.                                              | Las Vegas Bowl                                    | –                                                 | –                                                 |
| Washington: | 55–26                                             | 34–20                                             | –                                                 | –                                                 | –                                                 | –                                                 |
| Összesen: | 147–38                                            | –                                                 | –                                                 | –                                                 | –                                                 | –                                                 |
| Jelmagyarázat: † Bowl Championship Series- vagy CFP/New Year’s Six-mérkőzés Konferenciabajnok Divízióbajnok vagy bajnokságon részvétel |                                                   |                                                   |                                                   |                                                   |                                                   |                                                   |

## Fordítás
- Ez a szócikk részben vagy egészben  a   Chris Petersen című angol Wikipédia-szócikk ezen változatának fordításán alapul.  Az eredeti cikk szerkesztőit annak laptörténete sorolja fel. Ez a jelzés csupán a megfogalmazás eredetét és a szerzői jogokat jelzi, nem szolgál a cikkben szereplő információk forrásmegjelöléseként.